# 셈난-담간 열차 충돌 사고
2016년 11월 25일, 이란 셈난과 담간 사이에 위치한 하프트칸 역에서 2개의 열차가 정면으로 충돌하는 사고가 발생하였다. 이 사고로 45명이 사망하고 103명이 부상당했다. 이 사고는 이란 내에서 발생한 철도 사고 중, 2004년 니샤푸르 철도 사고 다음으로 가장 사상자 수를 낸 사고가 되었다.